# Prínia fluvial
La prínia fluvial (Prinia fluviatilis) és una espècie d'ocell passeriforme del gènere prinia que pertany a la família Cisticolidae pròpia de riberes i aiguamolls del Sahel.

## Distribució i hàbitat
Es troba disseminada pels aiguamolls d'Àfrica occidental i central, des del nord-oest del Senegal fins al llac Txad, distribuït pel Camerun, Txad, Mali, Níger i el Senegal.